# Macloud/Diskografie
Diese Diskografie ist eine Übersicht über die musikalischen Werke des deutschen Liedtexters, Komponisten, Musikproduzenten und Rappers Macloud und seiner Pseudonyme wie Bad Educated, der als Autor auch unter seinem bürgerlichen Namen Laurin Auth arbeitet. Den Schallplattenauszeichnungen zufolge hat er bisher mehr als neun Millionen Tonträger verkauft, davon alleine in seiner Heimat über 8,6 Millionen, womit er zu den Musikern mit den meisten Tonträgerverkäufen des Landes zählt. Seine erfolgreichste Veröffentlichung ist die Autorenbeteiligung und Produktion Wieso tust du dir das an? (Apache 207) mit über 650.000 verkauften Einheiten.

## Alben

### Kollaboalben
| Jahr | Titel Musiklabel            | Höchstplatzierung, Gesamtwochen, AuszeichnungChartplatzierungen (Jahr, Titel, Musiklabel, Platzierungen, Wochen, Auszeichnungen, Anmerkungen) | Höchstplatzierung, Gesamtwochen, AuszeichnungChartplatzierungen (Jahr, Titel, Musiklabel, Platzierungen, Wochen, Auszeichnungen, Anmerkungen) | Höchstplatzierung, Gesamtwochen, AuszeichnungChartplatzierungen (Jahr, Titel, Musiklabel, Platzierungen, Wochen, Auszeichnungen, Anmerkungen) | Anmerkungen                                              |
| Jahr | Titel Musiklabel            | DE | AT | CH | Anmerkungen                                              |
| ---- | --------------------------- | --- | --- | --- | -------------------------------------------------------- |
| 2021 | Futura Futura (GA)          | DE31 (2 Wo.)DE | AT15 (2 Wo.)AT | CH25 (1 Wo.)CH | Erstveröffentlichung: 23. April 2021 mit Miksu           |
| 2023 | Oops! Futura (GA)           | DE65 (1 Wo.)DE | AT28 (1 Wo.)AT | — | Erstveröffentlichung: 24. Februar 2023 mit Miksu & T-Low |
| 2023 | Teil vom Ganzen Futura (GA) | DE68 (1 Wo.)DE | AT64 (1 Wo.)AT | — | Erstveröffentlichung: 4. August 2023 mit Miksu           |

### EPs
| Jahr | Titel Musiklabel       | Höchstplatzierung, Gesamtwochen, AuszeichnungChartplatzierungen (Jahr, Titel, Musiklabel, Platzierungen, Wochen, Auszeichnungen, Anmerkungen) | Höchstplatzierung, Gesamtwochen, AuszeichnungChartplatzierungen (Jahr, Titel, Musiklabel, Platzierungen, Wochen, Auszeichnungen, Anmerkungen) | Höchstplatzierung, Gesamtwochen, AuszeichnungChartplatzierungen (Jahr, Titel, Musiklabel, Platzierungen, Wochen, Auszeichnungen, Anmerkungen) | Anmerkungen                                                   |
| Jahr | Titel Musiklabel       | DE | AT | CH | Anmerkungen                                                   |
| ---- | ---------------------- | --- | --- | --- | ------------------------------------------------------------- |
| 2023 | Neue Ufer Futura (GA)  | — | — | — | Erstveröffentlichung: 3. November 2023 mit Levin Liam & Miksu |
| 2025 | Undercover Futura (GA) | DE51 (1 Wo.)DE | AT70 (1 Wo.)AT | CH48 (1 Wo.)CH | Erstveröffentlichung: 21. März 2025 mit Miksu & Makko         |

## Singles

### Als Leadmusiker
| Jahr | Titel Album                  | Höchstplatzierung, Gesamtwochen, AuszeichnungChartplatzierungen (Jahr, Titel, Album, Platzierungen, Wochen, Auszeichnungen, Anmerkungen) | Höchstplatzierung, Gesamtwochen, AuszeichnungChartplatzierungen (Jahr, Titel, Album, Platzierungen, Wochen, Auszeichnungen, Anmerkungen) | Höchstplatzierung, Gesamtwochen, AuszeichnungChartplatzierungen (Jahr, Titel, Album, Platzierungen, Wochen, Auszeichnungen, Anmerkungen) | Anmerkungen                                                                                          |
| Jahr | Titel Album                  | DE | AT | CH | Anmerkungen                                                                                          |
| --- | ---------------------------- | --- | --- | --- | --- |
| 2020 | XXL –                        | DE2 Gold · (17 Wo.)DE | AT2 (13 Wo.)AT | CH3 (10 Wo.)CH | Erstveröffentlichung: 26. Juni 2020 Verkäufe: + 200.000 mit Miksu feat. Jamule, Luciano & Summer Cem |
| 2021 | Lonely Futura                | DE3 (12 Wo.)DE | AT11 (5 Wo.)AT | CH29 (2 Wo.)CH | Erstveröffentlichung: 8. Januar 2021 mit Miksu feat. Bausa, Reezy & Selmon                           |
| 2021 | Wenn sie ruft Futura         | DE6 (8 Wo.)DE | AT12 (5 Wo.)AT | CH22 (3 Wo.)CH | Erstveröffentlichung: 5. Februar 2021 mit Miksu feat. KC Rebell, Ramo & Veysel                       |
| 2021 | Frag mich nicht Futura       | DE2 Gold · (23 Wo.)DE | AT4 (13 Wo.)AT | CH11 (9 Wo.)CH | Erstveröffentlichung: 26. März 2021 Verkäufe: + 200.000; mit Miksu feat. Jamule & Nimo               |
| 2021 | Tut mir leid Futura          | DE31 (2 Wo.)DE | AT55 (1 Wo.)AT | CH77 (1 Wo.)CH | Erstveröffentlichung: 9. April 2021 mit Miksu feat. Bozza & Fourty                                   |
| 2021 | Happy Breathe                | — | — | — | Erstveröffentlichung: 17. September 2021 mit Felix Jaehn & Miksu feat. Fourty & Leland               |
| 2022 | Sehnsucht Teil vom Ganzen    | DE1 Platin · (69 Wo.)DE | AT1 (60 Wo.)AT | CH26 (23 Wo.)CH | Erstveröffentlichung: 4. März 2022 Verkäufe: + 400.000; mit Miksu feat. T-Low                        |
| 2022 | Nachts wach Teil vom Ganzen  | DE1 Platin · (121 Wo.)DE | AT1 (97 Wo.)AT | CH4 (74 Wo.)CH | Erstveröffentlichung: 8. Juli 2022 Verkäufe: + 400.000; mit Makko & Miksu                            |
| 2022 | Flex so hard –               | DE63 (1 Wo.)DE | — | — | Erstveröffentlichung: 5. August 2022 mit Miksu & Summer Cem                                          |
| 2022 | Verliebt Oops!               | DE20 (2 Wo.)DE | AT32 (1 Wo.)AT | — | Erstveröffentlichung: 21. Oktober 2022 mit Miksu & T-Low                                             |
| 2022 | Seele –                      | DE46 (1 Wo.)DE | — | — | Erstveröffentlichung: 3. November 2022 mit Miksu & Musso                                             |
| 2023 | Nur ein Trost Oops!          | DE22 (4 Wo.)DE | AT27 (2 Wo.)AT | CH87 (1 Wo.)CH | Erstveröffentlichung: 20. Januar 2023 mit Miksu & T-Low                                              |
| 2023 | Ich will Teil vom Ganzen     | DE6 (2 Wo.)DE | — | — | Erstveröffentlichung: 7. Juli 2023 mit Miksu feat. Makko & T-Low                                     |
| 2023 | Mann vom Fach Neue Ufer      | DE90 (1 Wo.)DE | — | — | Erstveröffentlichung: 6. Oktober 2023 mit Levin Liam & Miksu                                         |
| 2023 | So K.O. Neue Ufer            | DE— aDE | — | — | Erstveröffentlichung: 27. Oktober 2023 mit Levin Liam & Miksu                                        |
| 2025 | Lichter aus Undercover       | DE14 (8 Wo.)DE | AT23 (2 Wo.)AT | CH67 (1 Wo.)CH | Erstveröffentlichung: 31. Januar 2025 mit Makko & Miksu                                              |
| 2025 | Streit Undercover            | DE13 (14 Wo.)DE | AT19 (10 Wo.)AT | CH69 (3 Wo.)CH | Erstveröffentlichung: 7. März 2025 mit Makko & Miksu                                                 |
| Folgende Lieder erschienen nicht als Single, wurden aber durch das Album zum Download und Streaming bereitgestellt und konnten somit eine Platzierung erlangen: |                              | | | | |
| |                              | | | | |
| 2021 | Rap hat mich gerettet Futura | DE76 (1 Wo.)DE | — | — | Charteinstieg: 30. April 2021 mit Miksu feat. Summer Cem & Lent                                      |
| 2023 | City nach City Oops!         | DE41 (1 Wo.)DE | AT69 (1 Wo.)AT | — | Charteinstieg: 3. März 2023 mit Miksu & T-Low                                                        |
| 2023 | Mir geht es gut Neue Ufer    | DE— bDE | — | — | Charteinstieg: 10. November 2023 mit Levin Liam & Miksu                                              |

### Als Gastmusiker
| Jahr | Titel Album                        | Höchstplatzierung, Gesamtwochen, AuszeichnungChartplatzierungen (Jahr, Titel, Album, Platzierungen, Wochen, Auszeichnungen, Anmerkungen) | Höchstplatzierung, Gesamtwochen, AuszeichnungChartplatzierungen (Jahr, Titel, Album, Platzierungen, Wochen, Auszeichnungen, Anmerkungen) | Höchstplatzierung, Gesamtwochen, AuszeichnungChartplatzierungen (Jahr, Titel, Album, Platzierungen, Wochen, Auszeichnungen, Anmerkungen) | Anmerkungen                                                                         |
| Jahr | Titel Album                        | DE | AT | CH | Anmerkungen                                                                         |
| ---- | ---------------------------------- | --- | --- | --- | ----------------------------------------------------------------------------------- |
| 2020 | Herz Nazizi                        | — | — | — | Erstveröffentlichung: 20. August 2020 Fard feat. Miksu/Macloud                      |
| 2020 | Mal so Dali                        | — | — | — | Erstveröffentlichung: 21. August 2020 Ali As feat. Miksu/Macloud                    |
| 2021 | Pelican Fly Hitman 2               | DE34 (2 Wo.)DE | AT67 (1 Wo.)AT | — | Erstveröffentlichung: 21. Januar 2021 Veysel feat. Miksu/Macloud                    |
| 2021 | Noch einmal Loyalty over Love      | DE27 (2 Wo.)DE | AT68 (1 Wo.)AT | CH92 (1 Wo.)CH | Erstveröffentlichung: 20. August 2021 Reezy feat. Miksu/Macloud                     |
| 2021 | Normal für mich Magic              | DE13 (3 Wo.)DE | AT32 (2 Wo.)AT | CH37 (1 Wo.)CH | Erstveröffentlichung: 21. Oktober 2021 Jamule feat. Miksu/Macloud                   |
| 2021 | Nur aus Prinzip Hitman 2           | DE47 (1 Wo.)DE | — | — | Erstveröffentlichung: 21. Oktober 2021 Veysel feat. Miksu/Macloud                   |
| 2021 | Violett Magic                      | DE21 (2 Wo.)DE | AT49 (1 Wo.)AT | CH51 (1 Wo.)CH | Erstveröffentlichung: 18. November 2021 Jamule feat. Miksu/Macloud                  |
| 2022 | 2000er Altbau                      | DE69 (1 Wo.)DE | — | — | Erstveröffentlichung: 25. Februar 2022 01099 feat. Miksu/Macloud                    |
| 2022 | Crobot 11:11                       | DE33 (2 Wo.)DE | AT39 (1 Wo.)AT | CH65 (1 Wo.)CH | Erstveröffentlichung: 7. April 2022 Cro feat. Miksu/Macloud                         |
| 2022 | Inner Peace Traplife Balance       | DE— cDE | — | — | Erstveröffentlichung: 15. April 2022 Billa Joe feat. Miksu/Macloud                  |
| 2022 | Effenberg Frei                     | — | — | — | Erstveröffentlichung: 22. April 2022 Pedaz feat. Miksu/Macloud                      |
| 2022 | We Made It Percocet Party          | DE1 Gold · (24 Wo.)DE | AT1 Platin · (23 Wo.)AT | CH8 (14 Wo.)CH | Erstveröffentlichung: 22. April 2022 Verkäufe: + 230.000; T-Low feat. Miksu/Macloud |
| 2023 | Du wayst –                         | DE— dDE | — | — | Erstveröffentlichung: 3. Februar 2023 Tym feat. Miksu/                              |
| 2023 | P.S. Lieb mich oder lass es, Pt. 1 | DE29 (2 Wo.)DE | AT37 (1 Wo.)AT | — | Erstveröffentlichung: 24. März 2023 Makko feat. Miksu/Macloud                       |
| 2023 | Ich weiß das –                     | DE— eDE | — | — | Erstveröffentlichung: 18. Mai 2023 KC Rebell feat. Miksu/Macloud                    |
| 2024 | OMG Helldunkel                     | DE67 (1 Wo.)DE | — | — | Erstveröffentlichung: 9. August 2024 Chapo102 feat. Bausa & Miksu/Macloud           |
| 2024 | Playboybunnies Most Valuable Playa | DE3 (20 Wo.)DE | AT5 (14 Wo.)AT | CH3 (11 Wo.)CH | Erstveröffentlichung: 4. Oktober 2024 Jazeek feat. Luciano & Miksu/Macloud          |

## Musikvideos
| Jahr | Titel           | Regie                           |
| ---- | --------------- | ------------------------------- |
| 2020 | XXL             | Plug, Jakub Rzucidlo            |
| 2020 | Mal so          | Boston George                   |
| 2021 | Lonely          | Christoph Szulecki              |
| 2021 | Pelican Fly     | Till Krücken                    |
| 2021 | Wenn sie ruft   | MacDuke                         |
| 2021 | Frag mich nicht | Hely Doan, Traviez the Director |
| 2021 | Tut mir leid    | Christoph Szulecki              |
| 2021 | Noch einmal     | MG Video                        |
| 2021 | Happy           | Viktor Schanz, Chris Vitorino   |
| 2021 | Normal für mich | Adal Giorgis                    |
| 2021 | Nur aus Prinzip | Orkan Çe                        |
| 2021 | Violett         | Adal Giorgis                    |
| 2022 | Sehnsucht       | Macloud                         |
| 2022 | Crobot          | Stephan Telaar                  |
| 2022 | Inner Peace     | Reggie Redneck                  |
| 2022 | We Made It      | Framewarp                       |
| 2022 | Nachts wach     | Dot.Slash                       |
| 2022 | Flex so hard    | Max Braun                       |
| 2022 | Verliebt        | MacDuke                         |
| 2022 | Seele           | Shereazy                        |
| 2023 | Nur ein Trost   | Felix Aaron                     |
| 2023 | Du wayst        | Tym                             |
| 2023 | P.S.            | Stanislav Borowski              |
| 2023 | Ich weiß das    | Visualsbyozy                    |
| 2023 | Ich will        | Stanislav Borowski              |
| 2023 | Mann vom Fach   | Aysan Lamby                     |
| 2023 | So K.O.         |                                 |
| 2024 | Playboybunnies  | Lucca Mille                     |
| 2025 | Lichter aus     | Stanislav Borowski              |
| 2025 | Streit          | Stanislav Borowski              |

## Autorenbeteiligungen und Produktionen
Macloud als Autor (A) und Produzent (P) in den Charts

| Jahr | Titel Interpretation                                             | Höchstplatzierung, Gesamtwochen, AuszeichnungChartplatzierungen (Jahr, Titel, Interpretation, Platzierungen, Wochen, Auszeichnungen, Anmerkungen) | Höchstplatzierung, Gesamtwochen, AuszeichnungChartplatzierungen (Jahr, Titel, Interpretation, Platzierungen, Wochen, Auszeichnungen, Anmerkungen) | Höchstplatzierung, Gesamtwochen, AuszeichnungChartplatzierungen (Jahr, Titel, Interpretation, Platzierungen, Wochen, Auszeichnungen, Anmerkungen) | Anmerkungen                                                                                              |
| Jahr | Titel Interpretation                                             | DE | AT | CH | Anmerkungen                                                                                              |
| --- | ---------------------------------------------------------------- | --- | --- | --- | --- |
| 2016 | Benz AMG A, P KC Rebell feat. Summer Cem                         | DE37 (2 Wo.)DE | — | — | Erstveröffentlichung: 24. November 2016                                                                  |
| 2017 | Bargeld A, P Veysel                                              | DE46 (4 Wo.)DE | — | — | Erstveröffentlichung: 4. August 2017                                                                     |
| 2017 | Kleiner Cabrón A, P Veysel                                       | DE18 Platin · (27 Wo.)DE | AT42 (11 Wo.)AT | CH71 (5 Wo.)CH | Erstveröffentlichung: 1. September 2017 Verkäufe: + 400.000                                              |
| 2017 | Bam Bam A, P Veysel                                              | DE70 (3 Wo.)DE | — | — | Erstveröffentlichung: 29. September 2017                                                                 |
| 2018 | Ti amo A, P Veysel feat. Mozzik                                  | DE42 Gold · (14 Wo.)DE | AT54 (8 Wo.)AT | CH10 (9 Wo.)CH | Erstveröffentlichung: 12. Januar 2018 Verkäufe: + 200.000                                                |
| 2018 | Tamam Tamam A, P Summer Cem                                      | DE7 Platin · (26 Wo.)DE | AT11 (17 Wo.)AT | CH45 (5 Wo.)CH | Erstveröffentlichung: 20. April 2018 Verkäufe: + 400.000                                                 |
| 2018 | Sonnenbrille A, P Loredana                                       | DE12 Gold · (14 Wo.)DE | AT8 Gold · (8 Wo.)AT | CH13 Gold · (5 Wo.)CH | Erstveröffentlichung: 15. Juni 2018 Verkäufe: + 225.000                                                  |
| 2018 | Santorini A, P Summer Cem feat. Veysel                           | DE15 (8 Wo.)DE | AT30 (6 Wo.)AT | CH65 (3 Wo.)CH | Erstveröffentlichung: 6. Juli 2018                                                                       |
| 2018 | Habibo A, P Veysel                                               | DE9 Gold · (14 Wo.)DE | AT31 (9 Wo.)AT | CH27 (6 Wo.)CH | Erstveröffentlichung: 29. Juni 2018 Verkäufe: + 200.000                                                  |
| 2018 | Bonnie & Clyde A, P Loredana feat. Mozzik                        | DE3 Gold · (20 Wo.)DE | AT3 Gold · (11 Wo.)AT | CH2 Gold · (7 Wo.)CH | Erstveröffentlichung: 14. September 2018 Verkäufe: + 225.000                                             |
| 2018 | Uff A, P Veysel feat. Gzuz                                       | DE3 Gold · (20 Wo.)DE | AT3 (12 Wo.)AT | CH7 Gold · (5 Wo.)CH | Erstveröffentlichung: 21. September 2018 Verkäufe: + 210.000                                             |
| 2018 | MoneyGram A, P Luciano                                           | DE7 (12 Wo.)DE | AT9 (8 Wo.)AT | CH11 (5 Wo.)CH | Erstveröffentlichung: 28. September 2018                                                                 |
| 2018 | NBA A, P Jamule                                                  | DE97 (1 Wo.)DE | — | — | Erstveröffentlichung: 25. Oktober 2018                                                                   |
| 2018 | TGV A, P Veysel                                                  | DE29 (5 Wo.)DE | AT53 (3 Wo.)AT | CH79 (1 Wo.)CH | Erstveröffentlichung: 2. November 2018                                                                   |
| 2018 | Sag schon A, P Veysel feat. Summer Cem                           | DE18 (6 Wo.)DE | AT31 (2 Wo.)AT | CH41 (2 Wo.)CH | Erstveröffentlichung: 23. November 2018                                                                  |
| 2018 | Milliondollar$mile A, P Loredana                                 | DE11 (10 Wo.)DE | AT19 Gold · (6 Wo.)AT | CH30 Platin · (2 Wo.)CH | Erstveröffentlichung: 7. Dezember 2018 Verkäufe: + 35.000                                                |
| 2019 | Romeo & Juliet A, P Loredana feat. Mozzik                        | DE2 Gold · (10 Wo.)DE | AT4 (7 Wo.)AT | CH4 (6 Wo.)CH | Erstveröffentlichung: 1. Februar 2019 Verkäufe: + 200.000                                                |
| 2019 | Rooftop A, P Jamule                                              | DE64 (1 Wo.)DE | — | — | Erstveröffentlichung: 1. Februar 2019                                                                    |
| 2019 | DNA A, P KC Rebell feat. Capital Bra & Summer Cem                | DE1 Platin · (18 Wo.)DE | AT1 (18 Wo.)AT | CH5 (13 Wo.)CH | Erstveröffentlichung: 15. Februar 2019 Verkäufe: + 400.000                                               |
| 2019 | Alleen A KC Rebell                                               | DE4 Gold · (13 Wo.)DE | AT5 (9 Wo.)AT | CH6 (8 Wo.)CH | Erstveröffentlichung: 15. März 2019 Verkäufe: + 200.000                                                  |
| 2019 | Ya Salame A, P Luciano feat. Samra                               | DE5 Gold · (7 Wo.)DE | AT5 (5 Wo.)AT | CH8 Platin · (4 Wo.)CH | Erstveröffentlichung: 22. März 2019 Verkäufe: + 220.000                                                  |
| 2019 | Blei A Kontra K feat. Veysel                                     | DE6 Gold · (13 Wo.)DE | AT10 (10 Wo.)AT | CH28 (4 Wo.)CH | Erstveröffentlichung: 12. April 2019 Verkäufe: + 200.000                                                 |
| 2019 | Millies A, P Luciano                                             | DE19 (5 Wo.)DE | AT20 (2 Wo.)AT | CH27 Gold · (2 Wo.)CH | Erstveröffentlichung: 19. April 2019 Verkäufe: + 10.000                                                  |
| 2019 | Labyrinth A, P Loredana                                          | DE10 (12 Wo.)DE | AT10 (7 Wo.)AT | CH17 (4 Wo.)CH | Erstveröffentlichung: 7. Juni 2019                                                                       |
| 2019 | Diamonds A, P Summer Cem feat. Capital Bra                       | DE3 (21 Wo.)DE | AT5 (18 Wo.)AT | CH5 (14 Wo.)CH | Erstveröffentlichung: 14. Juni 2019                                                                      |
| 2019 | Im Plus A, P Luciano                                             | DE12 (6 Wo.)DE | AT12 (4 Wo.)AT | CH23 Gold · (3 Wo.)CH | Erstveröffentlichung: 27. Juni 2019 Verkäufe: + 10.000                                                   |
| 2019 | Mamma Mia A, P Jamule                                            | DE84 (1 Wo.)DE | — | — | Erstveröffentlichung: 28. Juni 2019                                                                      |
| 2019 | Jetzt rufst du an A, P Loredana                                  | DE2 Gold · (19 Wo.)DE | AT3 (10 Wo.)AT | CH4 (10 Wo.)CH | Erstveröffentlichung: 5. Juli 2019 Verkäufe: + 200.000                                                   |
| 2019 | Yallah Goodbye A, P Summer Cem feat. Gringo                      | DE5 Gold · (10 Wo.)DE | AT10 (7 Wo.)AT | CH20 (3 Wo.)CH | Erstveröffentlichung: 5. Juli 2019 Verkäufe: + 200.000                                                   |
| 2019 | Im Film A, P Luciano                                             | DE12 (8 Wo.)DE | AT15 (3 Wo.)AT | CH17 Gold · (3 Wo.)CH | Erstveröffentlichung: 18. Juli 2019 Verkäufe: + 10.000                                                   |
| 2019 | Dollarzeichen A, P Jamule                                        | DE67 (1 Wo.)DE | — | — | Erstveröffentlichung: 1. August 2019                                                                     |
| 2019 | Eiskalt A, P Loredana feat. Mozzik                               | DE2 Gold · (25 Wo.)DE | AT2 Gold · (19 Wo.)AT | CH7 (13 Wo.)CH | Erstveröffentlichung: 2. August 2019 Verkäufe: + 215.000                                                 |
| 2019 | Rollerblades A, P Summer Cem feat. KC Rebell                     | DE8 (7 Wo.)DE | AT13 (5 Wo.)AT | CH21 (3 Wo.)CH | Erstveröffentlichung: 9. August 2019                                                                     |
| 2019 | Fendi Drip A, P Luciano feat. Lil Baby & Ufo361                  | DE6 Gold · (8 Wo.)DE | AT7 (6 Wo.)AT | CH10 Gold · (5 Wo.)CH | Erstveröffentlichung: 30. August 2019 Verkäufe: + 210.000                                                |
| 2019 | Kein Plan A, P Loredana feat. Mero                               | DE1 Gold · (13 Wo.)DE | AT2 (10 Wo.)AT | CH4 (8 Wo.)CH | Erstveröffentlichung: 6. September 2019 Verkäufe: + 200.000                                              |
| 2019 | Summer Cem A, P Summer Cem feat. Luciano                         | DE6 Gold · (13 Wo.)DE | AT6 (10 Wo.)AT | CH6 (8 Wo.)CH | Erstveröffentlichung: 20. September 2019 Verkäufe: + 200.000 Original: The Underdog Project – Summer Jam |
| 2019 | Moneyhoneydrip A, P Jamule                                       | DE23 (9 Wo.)DE | AT38 Gold · (4 Wo.)AT | CH44 (2 Wo.)CH | Erstveröffentlichung: 26. September 2019 Verkäufe: + 15.000                                              |
| 2019 | Biturbo A, P Bausa & Zuna                                        | DE26 (3 Wo.)DE | AT43 (1 Wo.)AT | CH83 (1 Wo.)CH | Erstveröffentlichung: 4. Oktober 2019                                                                    |
| 2019 | Wieso tust du dir das an? A, P Apache 207                        | DE1 ×3Dreifachgold · (26 Wo.)DE | AT4 Platin · (17 Wo.)AT | CH4 Platin · (13 Wo.)CH | Erstveröffentlichung: 18. Oktober 2019 Verkäufe: + 650.000                                               |
| 2019 | 1000 Hits A, P Jamule feat. Cro                                  | DE14 Gold · (10 Wo.)DE | AT13 Gold · (4 Wo.)AT | CH30 (3 Wo.)CH | Erstveröffentlichung: 31. Oktober 2019 Verkäufe: + 215.000                                               |
| 2019 | Athen A, P Jamule feat. Luciano                                  | DE21 (2 Wo.)DE | AT37 (1 Wo.)AT | CH48 (1 Wo.)CH | Erstveröffentlichung: 28. November 2019                                                                  |
| 2019 | Zemra ime A, P Mozzik                                            | — | — | CH97 (1 Wo.)CH | Erstveröffentlichung: 13. Dezember 2019                                                                  |
| 2020 | Ich hol dich ab A, P Jamule                                      | DE5 Gold · (9 Wo.)DE | AT23 Gold · (4 Wo.)AT | CH38 (3 Wo.)CH | Erstveröffentlichung: 10. Januar 2020 Verkäufe: + 215.000                                                |
| 2020 | Kein Wort A, P Juju & Loredana                                   | DE1 Platin · (19 Wo.)DE | AT1 Gold · (13 Wo.)AT | CH3 ×2Doppelplatin · (9 Wo.)CH | Erstveröffentlichung: 17. Januar 2020 Verkäufe: + 455.000                                                |
| 2020 | Angst A, P Loredana feat. Rymez                                  | DE1 (7 Wo.)DE | AT1 (6 Wo.)AT | CH3 (4 Wo.)CH | Erstveröffentlichung: 6. März 2020                                                                       |
| 2020 | MedMen A, P Jamule                                               | DE16 (7 Wo.)DE | AT21 (3 Wo.)AT | CH35 (2 Wo.)CH | Erstveröffentlichung: 18. Juni 2020                                                                      |
| 2020 | XXL A, P Miksu/Macloud feat. Jamule, Luciano & Summer Cem        | DE2 Gold · (17 Wo.)DE | AT2 (13 Wo.)AT | CH3 (10 Wo.)CH | Erstveröffentlichung: 26. Juni 2020 Verkäufe: + 200.000                                                  |
| 2020 | Fastlane A, P Jamule feat. Santos                                | DE9 (8 Wo.)DE | AT17 Gold · (4 Wo.)AT | CH29 (3 Wo.)CH | Erstveröffentlichung: 30. Juli 2020 Verkäufe: + 15.000                                                   |
| 2020 | 13 A, P Jamule feat. Chilla                                      | DE7 (4 Wo.)DE | AT31 (2 Wo.)AT | CH37 (2 Wo.)CH | Erstveröffentlichung: 20. August 2020                                                                    |
| 2020 | Rockstar A, P Loredana                                           | DE17 (2 Wo.)DE | AT26 (1 Wo.)AT | CH24 (1 Wo.)CH | Erstveröffentlichung: 23. Oktober 2020                                                                   |
| 2020 | Amcaoğle P KC Rebell & Summer Cem feat. Capital Bra              | DE14 (3 Wo.)DE | AT24 (2 Wo.)AT | CH27 (2 Wo.)CH | Erstveröffentlichung: 30. Oktober 2020                                                                   |
| 2020 | Tut mir nicht leid A, P Loredana                                 | DE4 (4 Wo.)DE | AT10 (2 Wo.)AT | CH14 (2 Wo.)CH | Erstveröffentlichung: 6. November 2020                                                                   |
| 2020 | Down A, P KC Rebell & Summer Cem                                 | DE5 (6 Wo.)DE | AT16 (2 Wo.)AT | CH28 (2 Wo.)CH | Erstveröffentlichung: 20. November 2020                                                                  |
| 2020 | Gangster A, P Loredana                                           | DE37 (1 Wo.)DE | AT67 (1 Wo.)AT | CH75 (1 Wo.)CH | Erstveröffentlichung: 27. November 2020                                                                  |
| 2021 | Angst A Apache 207                                               | DE1 (14 Wo.)DE | AT3 Gold · (9 Wo.)AT | CH2 (8 Wo.)CH | Erstveröffentlichung: 1. Januar 2021 Verkäufe: + 15.000                                                  |
| 2021 | Lonely A, P Miksu/Macloud feat. Bausa, Reezy & Selmon            | DE3 (12 Wo.)DE | AT11 (5 Wo.)AT | CH29 (2 Wo.)CH | Erstveröffentlichung: 8. Januar 2021                                                                     |
| 2021 | Pelican Fly A, P Veysel feat. Miksu/Macloud                      | DE34 (2 Wo.)DE | AT67 (1 Wo.)AT | — | Erstveröffentlichung: 21. Januar 2021                                                                    |
| 2021 | Wenn sie ruft A, P Miksu/Macloud feat. KC Rebell, Ramo & Veysel  | DE6 (8 Wo.)DE | AT12 (5 Wo.)AT | CH22 (3 Wo.)CH | Erstveröffentlichung: 5. Februar 2021                                                                    |
| 2021 | Madonna A, P Bausa feat. Apache 207                              | DE1 ×3Dreifachgold · (42 Wo.)DE | AT1 Gold · (26 Wo.)AT | CH8 (12 Wo.)CH | Erstveröffentlichung: 19. Februar 2021 Verkäufe: + 615.000                                               |
| 2021 | Frag mich nicht A, P Miksu/Macloud feat. Jamule & Nimo           | DE2 Gold · (23 Wo.)DE | AT4 (13 Wo.)AT | CH11 (9 Wo.)CH | Erstveröffentlichung: 26. März 2021 Verkäufe: + 200.000                                                  |
| 2021 | Kids from the Block A, P Luciano                                 | DE3 Gold · (13 Wo.)DE | AT6 (9 Wo.)AT | CH4 (12 Wo.)CH | Erstveröffentlichung: 8. April 2021 Verkäufe: + 200.000                                                  |
| 2021 | Tut mir leid A, P Miksu/Macloud feat. Bozza & Fourty             | DE31 (2 Wo.)DE | AT55 (1 Wo.)AT | CH77 (1 Wo.)CH | Erstveröffentlichung: 9. April 2021                                                                      |
| 2021 | Liege wieder wach A, P Jamule                                    | DE3 Platin · (25 Wo.)DE | AT7 Platin · (18 Wo.)AT | CH16 (10 Wo.)CH | Erstveröffentlichung: 23. April 2021 Verkäufe: + 430.000                                                 |
| 2021 | Noch einmal A, P Reezy feat. Miksu/Macloud                       | DE27 (2 Wo.)DE | AT68 (1 Wo.)AT | CH92 (1 Wo.)CH | Erstveröffentlichung: 20. August 2021                                                                    |
| 2021 | Intro A, P Jamule                                                | DE46 (1 Wo.)DE | — | CH94 (1 Wo.)CH | Erstveröffentlichung: 30. September 2021                                                                 |
| 2021 | Kapitel II – Vodka A, P Apache 207                               | DE1 (7 Wo.)DE | AT12 (4 Wo.)AT | CH13 (4 Wo.)CH | Erstveröffentlichung: 1. Oktober 2021                                                                    |
| 2021 | Normal für mich A, P Jamule feat. Miksu/Macloud                  | DE13 (3 Wo.)DE | AT32 (2 Wo.)AT | CH37 (1 Wo.)CH | Erstveröffentlichung: 21. Oktober 2021                                                                   |
| 2021 | Nur aus Prinzip A, P Veysel feat. Miksu/Macloud                  | DE47 (1 Wo.)DE | — | — | Erstveröffentlichung: 21. Oktober 2021                                                                   |
| 2021 | Gelebt A, P KC Rebell feat. RAF Camora                           | DE10 (3 Wo.)DE | AT7 (3 Wo.)AT | CH14 (2 Wo.)CH | Erstveröffentlichung: 5. November 2021                                                                   |
| 2021 | Kapitel III – Thunfisch & Weinbrand A, P Apache 207              | DE13 (2 Wo.)DE | AT30 (1 Wo.)AT | CH21 (1 Wo.)CH | Erstveröffentlichung: 5. November 2021                                                                   |
| 2021 | Violett A, P Jamule feat. Miksu/Macloud                          | DE21 (2 Wo.)DE | AT49 (1 Wo.)AT | CH51 (1 Wo.)CH | Erstveröffentlichung: 18. November 2021                                                                  |
| 2021 | Teil von mir A, P KC Rebell                                      | DE27 (2 Wo.)DE | — | CH54 (1 Wo.)CH | Erstveröffentlichung: 25. November 2021                                                                  |
| 2021 | Jung A, P Jamule                                                 | DE41 (2 Wo.)DE | — | CH75 (1 Wo.)CH | Erstveröffentlichung: 17. Dezember 2021                                                                  |
| 2022 | 2000er A, P 01099 feat. Miksu/Macloud                            | DE69 (1 Wo.)DE | — | — | Erstveröffentlichung: 25. Februar 2022                                                                   |
| 2022 | Sehnsucht A, P Miksu/Macloud feat. T-Low                         | DE1 Platin · (69 Wo.)DE | AT1 (41 Wo.)AT | CH26 (23 Wo.)CH | Erstveröffentlichung: 4. März 2022 Verkäufe: + 400.000                                                   |
| 2022 | Crobot A, P Cro feat. Miksu/Macloud                              | DE33 (2 Wo.)DE | AT39 (1 Wo.)AT | CH65 (1 Wo.)CH | Erstveröffentlichung: 7. April 2022                                                                      |
| 2022 | We Made It A, P T-Low feat. Miksu/Macloud                        | DE1 Gold · (24 Wo.)DE | AT1 Platin · (23 Wo.)AT | CH8 (14 Wo.)CH | Erstveröffentlichung: 22. April 2022 Verkäufe: + 230.000                                                 |
| 2022 | Ballade A, P Loredana feat. Céline                               | DE26 (2 Wo.)DE | AT51 (1 Wo.)AT | CH75 (1 Wo.)CH | Erstveröffentlichung: 27. Mai 2022                                                                       |
| 2022 | Nachts wach A, P Macloud, Makko & Miksu                          | DE1 Platin · (121 Wo.)DE | AT1 (73 Wo.)AT | CH4 (74 Wo.)CH | Erstveröffentlichung: 8. Juli 2022 Verkäufe: + 400.000                                                   |
| 2022 | Flex so hard A, P Miksu/Macloud & Summer Cem                     | DE63 (1 Wo.)DE | — | — | Erstveröffentlichung: 5. August 2022                                                                     |
| 2022 | Sternenstaub A, P RIN feat. Schmyt                               | DE10 (8 Wo.)DE | AT22 (3 Wo.)AT | CH28 (2 Wo.)CH | Erstveröffentlichung: 8. September 2022                                                                  |
| 2022 | Verliebt A, P Miksu/Macloud & T-Low                              | DE20 (2 Wo.)DE | AT32 (1 Wo.)AT | — | Erstveröffentlichung: 21. Oktober 2022                                                                   |
| 2022 | Seele A, P Miksu/Macloud & Musso                                 | DE46 (1 Wo.)DE | — | — | Erstveröffentlichung: 3. November 2022                                                                   |
| 2023 | Nur ein Trost A, P Miksu/Macloud & T-Low                         | DE22 (4 Wo.)DE | AT27 (2 Wo.)AT | CH87 (1 Wo.)CH | Erstveröffentlichung: 20. Januar 2023                                                                    |
| 2023 | P.S. A, P Makko feat. Miksu/Macloud                              | DE29 (2 Wo.)DE | AT37 (1 Wo.)AT | — | Erstveröffentlichung: 24. März 2023                                                                      |
| 2023 | Ich will A, P Miksu/Macloud feat. Makko & T-Low                  | DE6 (2 Wo.)DE | — | — | Erstveröffentlichung: 7. Juli 2023                                                                       |
| 2023 | Euphoria A, P RIN                                                | DE52 (1 Wo.)DE | — | — | Erstveröffentlichung: 13. Juli 2023                                                                      |
| 2023 | Mann vom Fach A, P Levin Liam & Miksu/Macloud                    | DE90 (1 Wo.)DE | — | — | Erstveröffentlichung: 6. Oktober 2023                                                                    |
| 2024 | Playboybunnies A, P Jazeek feat. Luciano & Miksu/Macloud         | DE3 (20 Wo.)DE | AT5 (14 Wo.)AT | CH3 (11 Wo.)CH | Erstveröffentlichung: 4. Oktober 2024                                                                    |
| 2025 | Lichter aus A, P Makko & Miksu/Macloud                           | DE14 (8 Wo.)DE | AT23 (2 Wo.)AT | CH67 (1 Wo.)CH | Erstveröffentlichung: 31. Januar 2025                                                                    |
| 2025 | Streit A, P Makko & Miksu/Macloud                                | DE13 (14 Wo.)DE | AT19 (10 Wo.)AT | CH69 (3 Wo.)CH | Erstveröffentlichung: 7. März 2025                                                                       |
| Folgende Lieder erschienen nicht als Single, wurden aber durch das Album zum Download und Streaming bereitgestellt und konnten somit eine Platzierung erlangen: |                                                                  | | | | |
| |                                                                  | | | | |
| 2016 | Spiegel A, P KC Rebell feat. Kool Savas                          | DE42 (2 Wo.)DE | — | CH60 (1 Wo.)CH | Charteinstieg: 2. Dezember 2016                                                                          |
| 2019 | Sex Sells A, P Jamule feat. PA Sports                            | DE76 (1 Wo.)DE | — | — | Videoauskopplung: 1. März 2019 Charteinstieg: 8. März 2019                                               |
| 2019 | In der Nacht A, P KC Rebell feat. Kontra K & RAF Camora          | DE57 (1 Wo.)DE | — | — | Charteinstieg: 26. April 2019                                                                            |
| 2019 | Jean Paul Gaultier A, P Luciano                                  | — | AT31 (1 Wo.)AT | CH24 (2 Wo.)CH | Charteinstieg: 8. September 2019                                                                         |
| 2019 | Doch in der Nacht A, P Apache 207                                | DE7 Platin · (20 Wo.)DE | — | CH— GoldCH | Charteinstieg: 15. November 2019 Verkäufe: + 410.000                                                     |
| 2020 | Schiebedach A, P Jamule                                          | DE44 (1 Wo.)DE | — | CH92 (1 Wo.)CH | Videoauskopplung: 14. Februar 2020 Charteinstieg: 21. Februar 2020                                       |
| 2020 | Gib mir nicht die Schuld A, P Dardan feat. Loredana              | — | — | CH79 (1 Wo.)CH | Charteinstieg: 14. Juni 2020                                                                             |
| 2020 | Nie verstehen A, P Apache 207                                    | DE82 (1 Wo.)DE | — | — | Charteinstieg: 21. August 2020                                                                           |
| 2021 | Rap hat mich gerettet A, P Miksu/Macloud feat. Summer Cem & Lent | DE76 (1 Wo.)DE | — | — | Charteinstieg: 30. April 2021                                                                            |
| 2021 | Autotür A, P Fourty feat. Jamule                                 | — | AT72 (1 Wo.)AT | CH89 (1 Wo.)CH | Charteinstieg: 27. Juni 2021                                                                             |
| 2023 | City nach City A, P Miksu/Macloud & T-Low                        | DE41 (1 Wo.)DE | AT69 (1 Wo.)AT | — | Charteinstieg: 3. März 2023                                                                              |

## Sonderveröffentlichungen
| Jahr | Titel Album                        | Anmerkungen                                                                                   |
| ---- | ---------------------------------- | --------------------------------------------------------------------------------------------- |
| 2014 | Urlaub Woanders 100% Macher        | Erstveröffentlichung: 29. August 2014 Blut & Kasse & Pedaz feat. Macloud                      |
| 2014 | Zuviel für einen Kopf 100% Macher  | Erstveröffentlichung: 29. August 2014 Blut & Kasse & Pedaz feat. Macloud & Witten Untouchable |
| 2017 | 2 Uhr Nachts JOOJ                  | Erstveröffentlichung: 3. März 2017 Blut & Kasse feat. Macloud                                 |
| 2017 | Nichts zu verlieren Hitman         | Erstveröffentlichung: 2. November 2017 Veysel feat. Macloud                                   |
| 2018 | Atelier Hitman                     | Erstveröffentlichung: 7. Dezember 2018 Ali As & MoTrip feat. Macloud                          |
| 2019 | Durch die Nacht King Lori          | Erstveröffentlichung: 13. September 2019 Loredana feat. Miksu/Macloud                         |
| 2020 | Sahara LSD                         | Erstveröffentlichung: 14. Februar 2020 Jamule feat. Macloud                                   |
| 2020 | Halb 3 Exot                        | Erstveröffentlichung: 23. Juli 2020 Luciano feat. Miksu/Macloud                               |
| 2020 | Herz Nazizi                        | Erstveröffentlichung: 27. August 2020 Fard feat. Miksu/Macloud                                |
| 2020 | Mal so Dali                        | Erstveröffentlichung: 9. Oktober 2020 Ali As feat. Miksu/Macloud                              |
| 2021 | Happy Breathe                      | Erstveröffentlichung: 1. Oktober 2021 Felix Jaehn & Miksu/Macloud feat. Fourty & Leland       |
| 2021 | Nur aus Prinzip Hitman 2           | Erstveröffentlichung: 11. November 2021 Veysel feat. Miksu/Macloud                            |
| 2021 | Pelican Fly Hitman 2               | Erstveröffentlichung: 11. November 2021 Veysel feat. Miksu/Macloud                            |
| 2022 | Normal für mich Magic              | Erstveröffentlichung: 24. Februar 2022 Jamule feat. Miksu/Macloud                             |
| 2022 | Violett Magic                      | Erstveröffentlichung: 24. Februar 2022 Jamule feat. Miksu/Macloud                             |
| 2022 | 2000er Altbau                      | Erstveröffentlichung: 25. März 2022 01099 feat. Miksu/Macloud                                 |
| 2022 | Noch einmal Loyalty over Love      | Erstveröffentlichung: 29. April 2022 Reezy feat. Miksu/Macloud                                |
| 2022 | Inner Peace Traplife Balance       | Erstveröffentlichung: 13. Mai 2022 Billa Joe feat. Miksu/Macloud                              |
| 2022 | We Made It Percocet Party          | Erstveröffentlichung: 20. Mai 2022 T-Low feat. Miksu/Macloud                                  |
| 2022 | Effenberg Frei                     | Erstveröffentlichung: 15. Juli 2022 Pedaz feat. Miksu/Macloud                                 |
| 2022 | Crobot 11:11                       | Erstveröffentlichung: 11. August 2022 Cro feat. Miksu/Macloud                                 |
| 2023 | Baby du weißt Mr. Misunderstood    | Erstveröffentlichung: 12. Mai 2023 Reezy feat. Miksu/Macloud                                  |
| 2023 | P.S. Lieb mich oder lass es, Pt. 1 | Erstveröffentlichung: 26. Mai 2023 Makko feat. Miksu/Macloud                                  |
| 2025 | Playboybunnies Most Valuable Playa | Erstveröffentlichung: 28. März 2025 Jazeek feat. Luciano & Miksu/Macloud                      |

## Promoveröffentlichungen
Promo-Singles

| Jahr | Titel Album                     | Höchstplatzierung, Gesamtwochen, AuszeichnungChartplatzierungen (Jahr, Titel, Album, Platzierungen, Wochen, Auszeichnungen, Anmerkungen) | Höchstplatzierung, Gesamtwochen, AuszeichnungChartplatzierungen (Jahr, Titel, Album, Platzierungen, Wochen, Auszeichnungen, Anmerkungen) | Höchstplatzierung, Gesamtwochen, AuszeichnungChartplatzierungen (Jahr, Titel, Album, Platzierungen, Wochen, Auszeichnungen, Anmerkungen) | Anmerkungen                                                               |
| Jahr | Titel Album                     | DE | AT | CH | Anmerkungen                                                               |
| ---- | ------------------------------- | --- | --- | --- | ------------------------------------------------------------------------- |
| 2023 | Baby du weißt Mr. Misunderstood | DE45 (1 Wo.)DE | — | — | Erstveröffentlichung: 11. Mai 2023 Reezy feat. Miksu/Macloud              |
| 2023 | Jung & dumm Teil vom Ganzen     | — | — | — | Erstveröffentlichung: 3. August 2023 mit Miksu feat. Tym                  |
| 2023 | Teil vom Ganzen                 | — | — | — | Erstveröffentlichung: 3. August 2023 mit Miksu feat. Levin Liam           |
| 2023 | Treppenhaus Teil vom Ganzen     | — | — | — | Erstveröffentlichung: 3. August 2023 mit Miksu feat. Ansu, Majan & Schmyt |

## Statistik

### Chartauswertung
|                     | DE    | AT    | CH    |
| ------------------- | ----- | ----- | ----- |
| Nummer-eins-Alben   | DE—DE | AT—AT | CH—CH |
| Top-10-Alben        | DE—DE | AT—AT | CH—CH |
| Alben in den Charts | DE4DE | AT4AT | CH2CH |

|                       | DE     | AT     | CH     |
| --------------------- | ------ | ------ | ------ |
| Nummer-eins-Singles   | DE3DE  | AT3AT  | CH—CH  |
| Top-10-Singles        | DE9DE  | AT6AT  | CH4CH  |
| Singles in den Charts | DE28DE | AT20AT | CH16CH |

|                       | DE     | AT     | CH     |
| --------------------- | ------ | ------ | ------ |
| Nummer-eins-Singles   | DE11DE | AT7AT  | CH—CH  |
| Top-10-Singles        | DE44DE | AT32AT | CH23CH |
| Singles in den Charts | DE97DE | AT75AT | CH78CH |

|                       | DE     | AT     | CH     |
| --------------------- | ------ | ------ | ------ |
| Nummer-eins-Singles   | DE10DE | AT7AT  | CH—CH  |
| Top-10-Singles        | DE41DE | AT29AT | CH21CH |
| Singles in den Charts | DE95DE | AT71AT | CH76CH |

### Auszeichnungen für Musikverkäufe
Anmerkung: Auszeichnungen in Ländern aus den Charttabellen bzw. Chartboxen sind in ebendiesen zu finden.
| Land/RegionAuszeichnungen für Musikverkäufe (Land/Region, Auszeichnungen, Verkäufe, Quellen) | Gold       | Platin       | Verkäufe  | Quellen           |
| -------------------------------------------------------------------------------------------- | ---------- | ------------ | --------- | ----------------- |
| Deutschland (BVMI)                                                                           | 23× Gold23 | 10× Platin10 | 8.600.000 | musikindustrie.de |
| Österreich (IFPI)                                                                            | 11× Gold11 | 3× Platin3   | 255.000   | ifpi.at           |
| Schweiz (IFPI)                                                                               | 8× Gold8   | 5× Platin5   | 180.000   | hitparade.ch      |
| Insgesamt                                                                                    | 42× Gold42 | 18× Platin18 |           |                   |